# Spielberg (Autriche)
Spielberg est une commune autrichienne du district de Murtal en Styrie.

## Sport
Spielberg possède un circuit automobile et moto, le Red Bull Ring, qui accueille chaque année le Grand Prix moto d'Autriche et le Grand Prix d'Autriche de Formule 1.